# Acelin
Acelin – imię męskie o nieznanej etymologii, które nosił epizodyczny bohater Pieśni o Rolandzie.